# Nestor Makhno
Néstor Ivanovitj Makhno (russisk: Не́стор Ива́нович Махно́, tr. Néstor Ivánovitj Makhnó; født 7. november 1888 i Aleksandrov ujezd (nu Zaporizjzja oblast), Jekaterinoslav guvernement, Det Russiske Kejserrige, død 6. juli 1934 i Paris, Frankrig) var en ukrainsk anarkistisk bonde og guerillaleder. Fra 1918, da den russisk borgerkrig brød ud, var Makhno leder af en bondehær, den såkaldte "Sorte Hær", som efter tur kæmpede imod de tyske, østrigske, Den Hvide Hærs samt Den Røde Gardes styrker i Ukraine.
Makhnos guerillastyrke bestod af omkring 50.000 mand til hest, der ofte formåede at overrumple og overliste fjenden. Trumfkortet var tatjankaen, et hestespand med et maskingevær på hjul. Samtidig formåede han at få oprettet en suveræn anarkistisk bonderepublik i det vidstrakte område: hele det østlige Ukraine. Som medhjælpere i dette arbejde havde han blandt andre den russiske anarkist Voline (1885 –1945), der tillige blev folkebevægelsens historieskriver.
Makhnos anarkistarmé fik i begyndelsen støtte fra bolsjevikkerne i kampen mod den fælles fjende, Den Hvide Hær. Men efter, at de hvide havde lidt nederlag, kunne bolsjevikkerne og Makhno ikke enes, og Makhno måtte kæmpe mod den Røde Hær, hvilket endte i nederlag. Makhno måtte flygte til Rumænien i 1921, og endte med at leve i eksil i Paris sammen med sin kone, Halyna, og datter, Yelena. Makhno blev god ven med Buenaventura Durruti, da denne var i Paris, og Durruti fik et dybt indtryk af hans militære begavelse, hvilket han drog nytte af under det spanske borgerkrig i 1936.
I sine sidste leveår døjede Makhno med fysiske mén efter hans egen deltagelse på frontlinjerne i flere militære kampe, og han døde i 1934, 45 år gammel, af tuberkulose-relaterede årsager.

## Citat
"Kun ved at afskaffe enhver regering og enhver repræsentant for autoritet, ved radikalt at nedbryde enhvert politisk, økonomisk og statsligt falsum, ved udryddelsen af staten ved en social revolution, kan et virkeligt system af arbejder- og bonderåd sikres, opnås og udvikles mod socialisme."